# Gordon Banks (musicien)
Ne doit pas être confondu avec Gordon Banks.
Gordon Banks, né le 22 février 1955 à Norfolk et décédé le 21 juillet 2023 dans la même ville, alias Gordon « Guitar » Banks, était un guitariste, producteur, écrivain et directeur musical américain. Il a été élu parmi les 100 meilleurs guitaristes américains par le magazine Rolling Stone en 1985.
Gordon Banks a joué un rôle important dans les dernières années de Marvin Gaye, puisqu'il était le directeur musical de sa dernière tournée, en 1983. Marvin Gaye l'appelait « ID », ce qui signifie « l'indicateur ».

## Biographie
Gordon Banks est né le 22 février 1955 à Norfolk, en Virginie. Instrumentiste dès son plus jeune âge, il rejoint son premier groupe, The Showmen, à l'âge de douze ans, dans lequel il joue de la guitare. Le groupe, connu pour sa beach music, avait été créé par le leader du groupe Chairmen of the Board, General Norman Johnson (en). Le groupe est remarqué pour son single 39-31-40 Shape. Gordon Banks quitte bientôt le groupe et Norfolk après avoir obtenu son diplôme à l'université d'État de Norfolk, pour s'installer à Los Angeles. Il décroche des concerts en jouant de la guitare pour des groupes funk tels que The Gap Band, New Birth, The Unifics et Mandrill, mais aussi pour le musicien de gospel Edwin Hawkins et certaines sessions de studio chez Motown avec Stevie Wonder.

### Collaboration avec Marvin Gaye
Gordon Banks fait la connaissance de Marvin Gaye pour la première fois en 1976. Une année plus tard, Gordon Banks rejoint le groupe de Marvin Gaye. Après sa première collaboration avec Marvin Gaye sur le hit funk Got to Give It Up et la tournée américaine de 1977, Gordon Banks participe à la direction musicale de l'album de Gaye de 1978, Here, My Dear. Leur partenariat musical s'affirme et Gordon Banks s'impose dans le monde entier comme directeur musical et guitariste de Marvin Gaye.
Gordon Banks était l'un des rares musiciens suppléants de Gaye à continuer à l'accompagner (les musiciens allaient et venaient, certains poursuivant plus tard Marvin Gaye pour ne pas leur avoir payé leur cachets de tournée). Gordon Banks a contribué au dernier album Motown de Marvin Gaye, In Our Lifetime et a été le directeur musical de la célèbre tournée européenne de Marvin Gaye en 1980.

En 1981, lorsque Marvin Gaye s'installe en Belgique en tant qu'exilé fiscal, Gordon Banks s'installe à Ostende, où Gaye séjourne avec le promoteur musical  et fan Freddy Couseart. Gordon Banks participe à la courte tournée européenne Heavy Love Affair de Marvin Gaye cette année-là. Après la tournée, il contribue à la création de la musique de ce qui s'est avéré être le dernier album de Marvin Gaye de son vivant : Midnight Love. En ce qui concerne le déroulement de l'enregistrement de l'album, Gordon Banks a déclaré :
En gros, c'était lui et moi en studio. Columbia Records lui a donné de nouveaux jouets avec lesquels s'amuser. Ils lui ont donné deux boîtes à rythmes, un synthétiseur Roland TR-808 et un Jupiter 8. Marvin ne savait pas grand-chose dans le domaine de la technologie, donc c'était mon travail de trouver comment faire fonctionner les choses. Il aimait en quelque sorte les sons qui en sortaient et il est parti de là. Marvin était un grand pianiste. Après avoir surmonté les défis avec le Jupiter 8, c'était comme s'il en avait joué toute sa vie. 
Sorti en 1982, Midnight Love devient l'album le plus vendu de la carrière de Marvin Gaye, et son single parent, Sexual Healing, devient un succès retentissant. Gordon Banks contribue à la chanson en chantant et en jouant de la guitare rythmique. Il écrit la chanson My Love is Waiting pour un autre groupe, mais lorsque le groupe ne se présente pas à une session d'enregistrement, il réécrit la chanson pour que Marvin Gaye l'enregistre. Alors que Sexual Healing est un énorme succès au Royaume-Uni, le label de Marvin, CBS, sort My Love is Waiting en tant que single promotionnel. La chanson est propulsée au numéro trente-quatre des charts britanniques. Gordon Banks fut à nouveau le directeur musical de la dernière tournée de concerts de Marvin Gaye en 1983.
Après la mort de Marvin Gaye en 1984, Gordon Banks termine la production d'un album posthume, Dream of a Lifetime en 1985. Il comprend des enregistrements inachevés que Marvin Gaye avait réalisés entre 1971 et 1982. Parmi les enregistrements de 1982, il y avait des morceaux restants de Midnight Love tels que Sanctified Lady, qui était essentiellement une démo, avec Harvey Fuqua ajoutant des chœurs et Gordon Banks ajoutant des influences électro-funk. Gordon Banks produit un autre morceau inachevé de Midnight Love, Masochistic Beauty, qui était un récit biographique du penchant de Marvin Gaye pour le S&M. Gordon Banks chante les chœurs de vocodeur sur la piste. Gordon Banks termine également  la production d'une démo de 1978, Savage in the Sack, un morceau enregistré comme une blague, à la volée. David Ritz a affirmé plus tard que Gaye n'aurait pas voulu que les chansons soient publiées, mais que CBS cherchait à mettre fin aux obligations contractuelles inachevées du chanteur. Les chansons publiées ont permis de contribuer aux redevances de la succession du chanteur.
Gordon Banks était un spécialiste des médias à Virginia Beach, en Virginie et un collectionneur d'enregistrements inédits de Marvin Gaye.
Gordon Banks est décédé le 21 juillet 2023.

## Discographie
- 1978: Marvin Gaye - Here, My Dear
- 1979: New Birth - Platinum City
- 1979: Penitentiary (film)
- 1980: Marvin Gaye - Marvin Gaye: Live in Montreux 1980
- 1981: High Inergy - High Inergy
- 1981: Marvin Gaye - In Our Lifetime
- 1981: Marvin Gaye - Live In Ostend
- 1981: Edwin Hawkins - Edwin Hawkins Live
- 1982: Marvin Gaye - Midnight Love
- 1982: Edwin Hawkins - Edwin Hawkins Live Vol II
- 1982: Penitentiary II
- 1983: Gladys Knight & the Pips - Marvin Gaye
- 1983: Mona Lisa Young - Knife
- 1983: Marvin Gaye - NBA all star game National Anthem
- 1984: Phyllis St James - Ain't No Turning Back
- 1985: Eddie Murphy - How Could It Be
- 1985: Krystol - Talk Of The Town
- 1985: Marvin Gaye - Dream of a Lifetime
- 1986: Marvin Gaye - Romantically Yours
- 1991: Barry White - Put Me In Your Mix
- 2001: Erick Sermon - Music